# 薬師寺公義
薬師寺公義（やくしじ きんよし）は、南北朝時代から室町時代の武将・歌人。高師直の重臣。

## 生涯
定説では下野国河内郡薬師寺荘を名字の地とする藤原秀郷流小山氏の支流であり、同じ下野国出身の高氏の被官となったとされる。一方、亀田俊和の研究によれば、公義自身が「橘」を名乗っている点などから、出自は摂津国輪田荘に本拠を置いていた橘姓の薬師寺氏であり、師直が上京し建武政権に参加した時期に臣従したとされる。
建武3年（1336年）、上総守護高師直の下で守護代を務める。建武5年（1338年）、南朝の北畠顕家が奥州から西上した際、顕家軍を追撃して上京したとみられ、畿内を転戦した。顕家の撃破後は京都に留まり、室町幕府引付方三番奉行人を務めている。
康永4年（1345年）、新たに鎌倉府執事となった高重茂を補佐して関東に下向し、武蔵守護代の地位に就いた。
観応の擾乱においては、尊氏・師直方に属して足利直義方と戦った。打出浜の戦いで尊氏・師直が直義に敗れた際、師直の出家を条件に直義と講和しようとした尊氏に対し、徹底抗戦を主張して強硬に反対した。しかしこの提言は聞き入れられず、戦意を失って降参を決めた師直に失望した公義は高野山に上り出家遁世したという（『太平記』）。師直の横死後、尊氏与党として政界に復帰する。
観応2年（1351年）8月頃、下野国宇都宮に下向する。同年12月、宇都宮氏綱と共に挙兵し、薩埵峠の戦いで劣勢に立たされた尊氏を救援するため相模国へ進撃し、同国足柄山で直義軍を追い落とした。翌年正月には伊豆国府に入り、薩埵峠の戦いに勝利した尊氏と合流して、鎌倉まで従軍した。続く武蔵野合戦でも奮戦し、尊氏の関東平定を支えた。
文和2年（1353年）頃には、但馬守護高師詮の下で同国守護代を務めた（ただし、現地には赴任せず鎌倉に在住していた）。この後、東国から京都に戻った。
武家歌人としても知られ、延文4年（1359年）に成立した北朝の勅撰和歌集『新千載和歌集』に一首入撰している他、貞治5年（1366年）頃完成の『続草案集』にも入撰した。また、康暦元年（1379年）頃には、自らが生涯に詠んだ和歌を編纂し『元可法師集』として著している。
没年は不明。公義の死後、薬師寺氏は管領細川氏や播磨守護赤松氏の被官となり、守護代や段銭奉行を務めている。